# NGC 953
NGC 953 é uma galáxia elíptica (E) localizada na direcção da constelação de Triangulum. Possui uma declinação de +29° 35' 20" e uma ascensão recta de 2 horas, 31 minutos e 09,8 segundos.
A galáxia NGC 953 foi descoberta em 26 de Setembro de 1865 por Heinrich Louis d'Arrest.